# Kościół św. Antoniego Padewskiego w Świerczynie
Kościół św. Antoniego Padewskiego – katolicki kościół filialny zlokalizowany w Świerczynie (gmina Gizałki). Należy do parafii św. Jana Chrzciciela w Szymanowicach.
Kościół powstał w latach 1937-1938 staraniem mieszkańców okolicznych wsi, od razu jako katolicki. Jest to prosta budowla z cegły z sygnaturką nad wejściem. W sygnaturce wisi dzwon z 1947. 

## Galeria

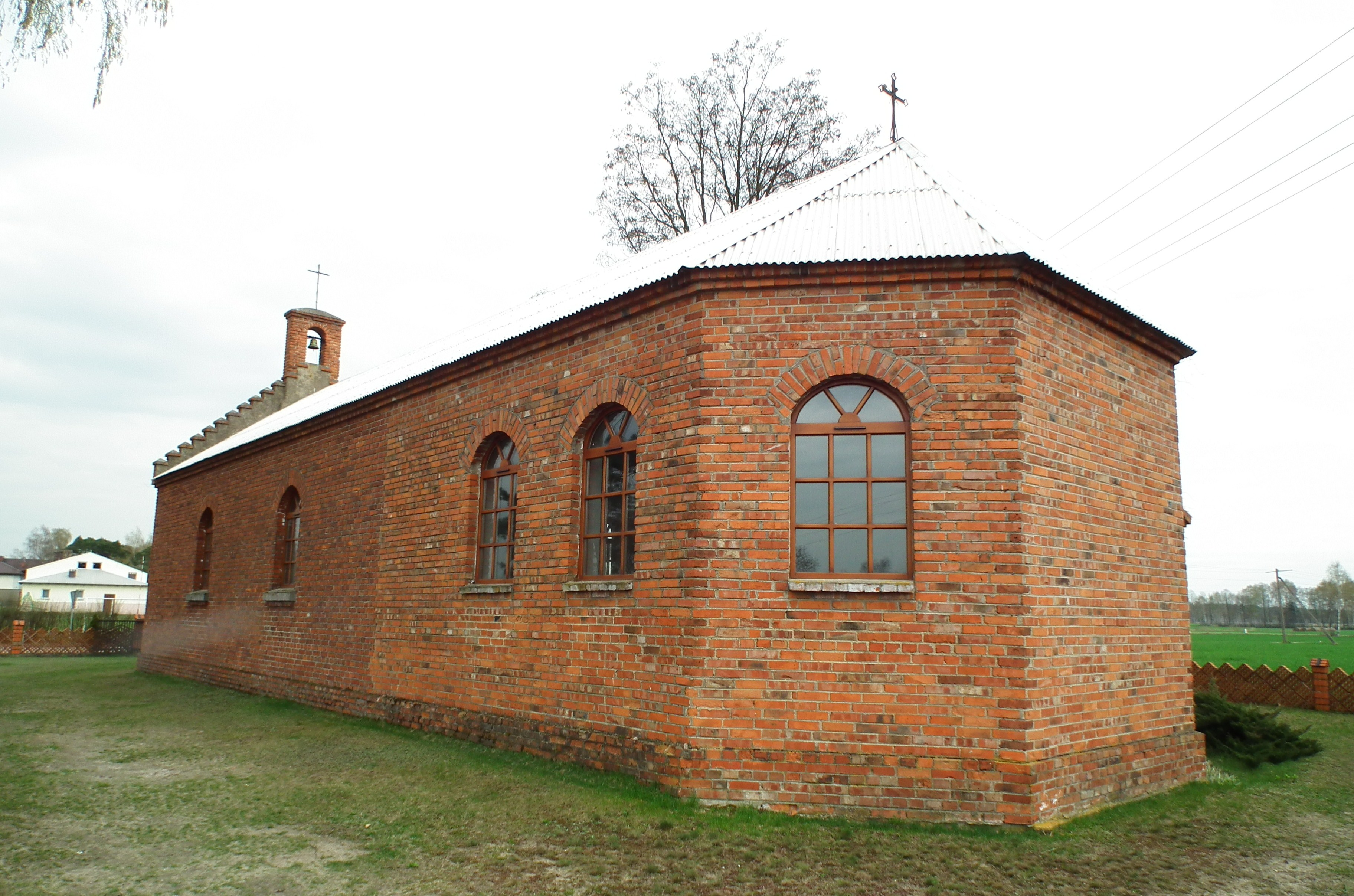
Prezbiterium
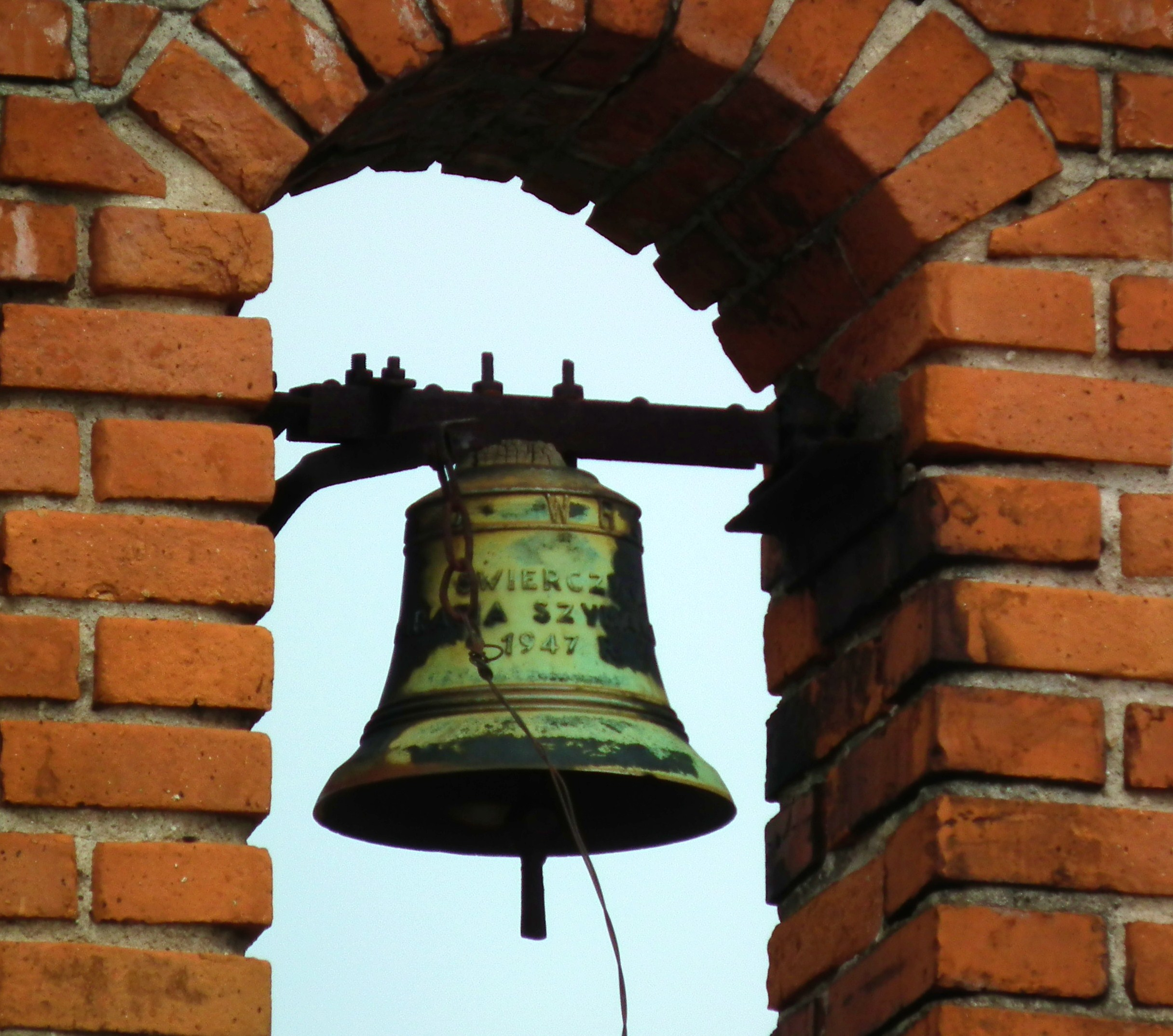
Dzwon z 1947
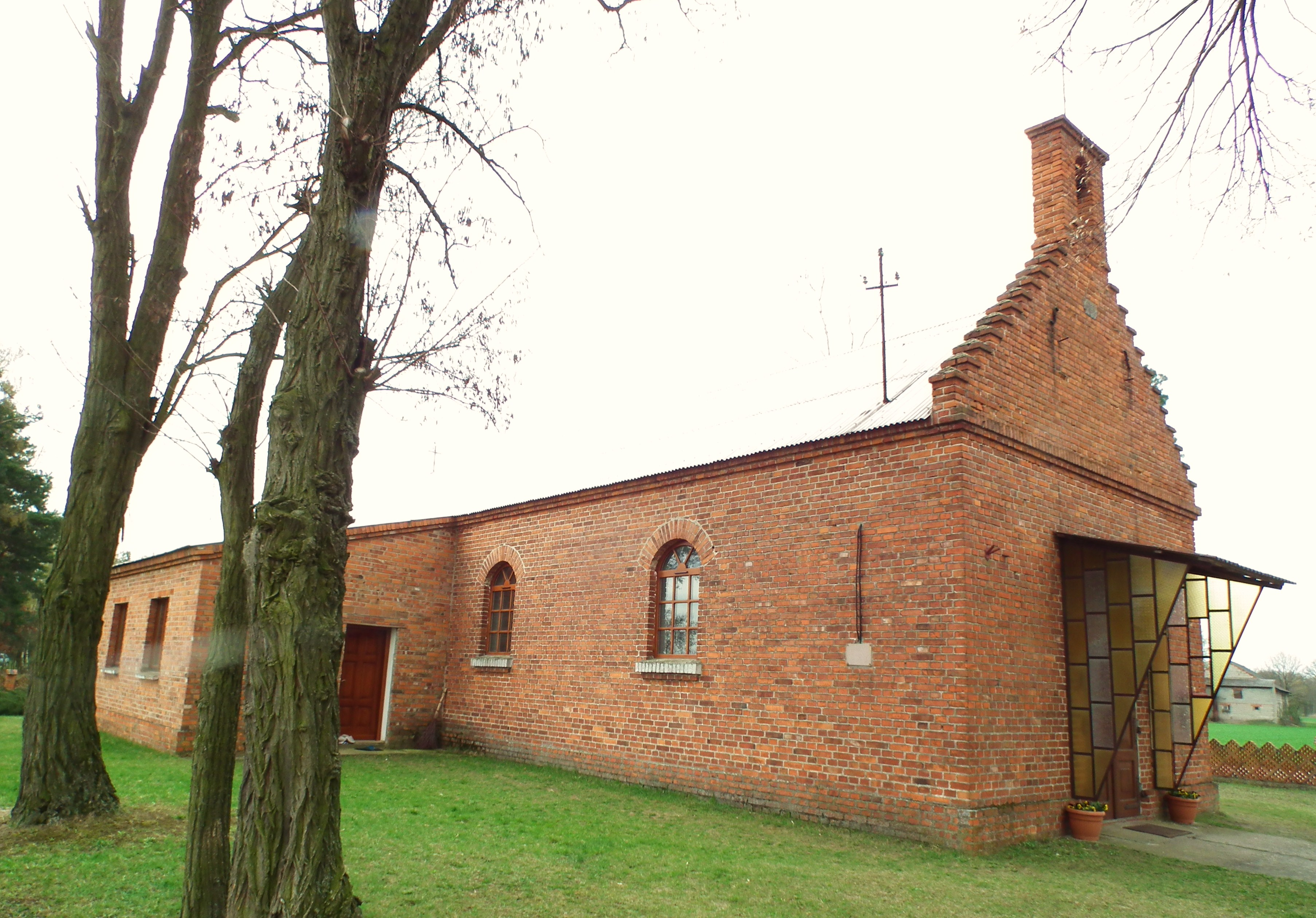
Zakrystia